# Snitowo (przystanek kolejowy)
Snitowo (biał. Трудавая, ros. Снитово) – przystanek kolejowy w miejscowości Snitowo, w rejonie janowskim, w obwodzie brzeskim, na Białorusi. Leży na linii Homel – Łuniniec – Żabinka.